# Condado de Aransas
O Condado de Aransas é um dos 254 condados do estado norte-americano do Texas. A sede do condado é Rockport, e sua maior cidade é Rockport.
O condado possui uma área de 1 367 km² (dos quais 715 km² estão cobertos por água), uma população de 22 497 habitantes, e uma densidade populacional de 34 hab/km² (segundo o censo nacional de 2000).
O condado foi criado em 1846.